# Stephen Dennis
Stephen Travis Dennis jr. (West Chester, 2 ottobre 1987) è un ex cestista statunitense, professionista nella NBDL.